# Phaonia winnemanae
Phaonia winnemanae är en tvåvingeart som beskrevs av Malloch 1919. Phaonia winnemanae ingår i släktet Phaonia och familjen husflugor. Inga underarter finns listade i Catalogue of Life.